# Simon Gjoni
Simon Gjoni (ur. 28 października 1925 w Szkodrze, zm. 31 października 1991 w Tiranie) – albański kompozytor, dyrygent i muzykolog.

## Życiorys
Pochodził z rodziny kupieckiej, był synem Prele Gjoniego i Drande. Ukończył szkołę średnią „Illirycum” w Szkodrze. W bardzo młodym wieku rozpoczął grę na gitarze i fortepianie, występował w zespole Prenka Jakovy. W okresie szkolnym komponował pieśni, niektóre z nich stały się bardzo popularne w Szkodrze (Lule Bore, Syte e tu si drite).
W latach 1952–1958 studiował w konserwatorium w Pradze, w klasie dyrygentury, pod kierunkiem prof. Václava Smetáčka. Powrócił do Tirany w 1958 i rozpoczął pracę w liceum artystycznym Jordan Misja, gdzie uczył zasad orkiestracji, intonacji i dyrygentury. W tym czasie pracował też w Teatrze Opery i Baletu, jako dyrygent. Pod jego kierunkiem nagrywano dzieła najbardziej znanych kompozytorów albańskich – Çeska Zadei, Pjetëra Gaciego i Tonina Harapiego. Należał do grona założycieli Orkiestry Symfonicznej Albańskiego Radia i Telewizji. 
W 1972 popadł w niełaskę kierownictwa partii i został przeniesiony do Fieru, gdzie do 1981 pracował w miejscowym domu kultury. W 1981 powrócił do Tirany i wykładał w Instytucie Sztuk w Tiranie.
W dorobku kompozytorskim Gjoniego znajdują się romance, kantaty, suity, ballady, a także dzieła orkiestrowe i około dwustu pieśni. Imię Simona Gjoniego nosi jedna z ulic w zachodniej części Tirany (dzielnica 21 Dhjetori).
Był żonaty (żona Hermira Gjoni była znaną w Albanii pianistką).

## Dzieła
- 1955: Poemat symfoniczny Kujtime nga adtheu (Wspomnienia z ojczyzny)
- 1969: Suita nr 1.
- 1974: Suita symfoniczna nr 1.
- 1975: Suita symfoniczna nr 2. Shqipëria në festë (Świętująca Albania)
- 1977: libretto do baletu Fato Berberi
- 1979: Preludium na fortepian
- 1985: Uwertura Lart frymen e aksioneve

## Muzyka filmowa
- 1963: Detyrë e posaçme
- 1964: Toka e jone

## Dyskografia
- Kenge, Albanian Piano Music, Vol. 1, Kirsten Johnson, piano, Guild GMCD 7257; zawiera utwór Gjoniego Song of Bravery.
- Rapsodi, Albanian Piano Music, Vol. 2, Kirsten Johnson, piano, Guild GMCD 7300; zawiera utwory Gjoniego Prelude in E minor i Toccata.